# Сточек (Вармінсько-Мазурське воєводство)
Сточек (пол. Stoczek) — село в Польщі, у гміні Ківіти Лідзбарського повіту Вармінсько-Мазурського воєводства.
Населення — 184 особи (2011).

## Демографія
Демографічна структура станом на 31 березня 2011 року:
|          | Загалом | Допрацездатний вік | Працездатний вік | Постпрацездатний вік |
| -------- | ------- | ------------------ | ---------------- | -------------------- |
| Чоловіки | 91      | 15                 | 67               | 9                    |
| Жінки    | 93      | 13                 | 56               | 24                   |
| Разом    | 184     | 28                 | 123              | 33                   |